# 拉罗克图瓦拉克
拉罗克图瓦拉克（法語：Larroque-Toirac，法語發音：[laʁɔk twaʁak]）是法国洛特省的一个市镇，属于菲雅克区。

## 地理
拉罗克图瓦拉克（44°31'18"N, 1°56'31"E）面积6.56 平方千米，位于法国奧克西塔尼大區洛特省，该省份为法国西南部内陆省份，北起顺时针与科雷兹省、康塔爾省、阿韦龙省、塔恩-加龙省、洛特-加龍省和多尔多涅省接壤。
与拉罗克图瓦拉克接壤的市镇（或旧市镇、城区）包括：昂贝拉克、巴拉吉耶多尔特、卡拉亚克、蒙布兰、圣皮埃尔图瓦拉克。

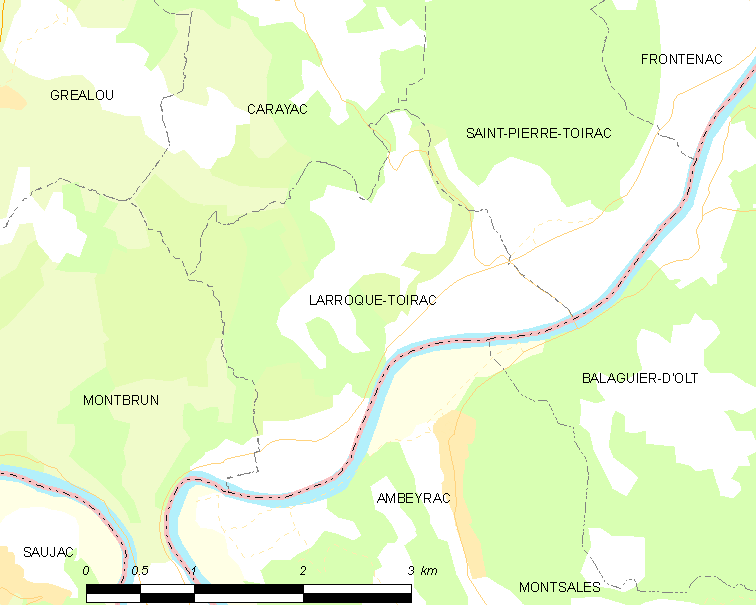
拉罗克图瓦拉克的OSM定位图

拉罗克图瓦拉克的时区为UTC+01:00、UTC+02:00（夏令时）。

## 行政
拉罗克图瓦拉克的邮政编码为46160，INSEE市镇编码为46157。

## 政治
拉罗克图瓦拉克所属的省级选区为科斯与谷地县。

## 人口

1962-2008年间拉罗克图瓦拉克人口变化图示

拉罗克图瓦拉克于2022年1月1日时的人口数量为132人。